# Estadio Metropolitano

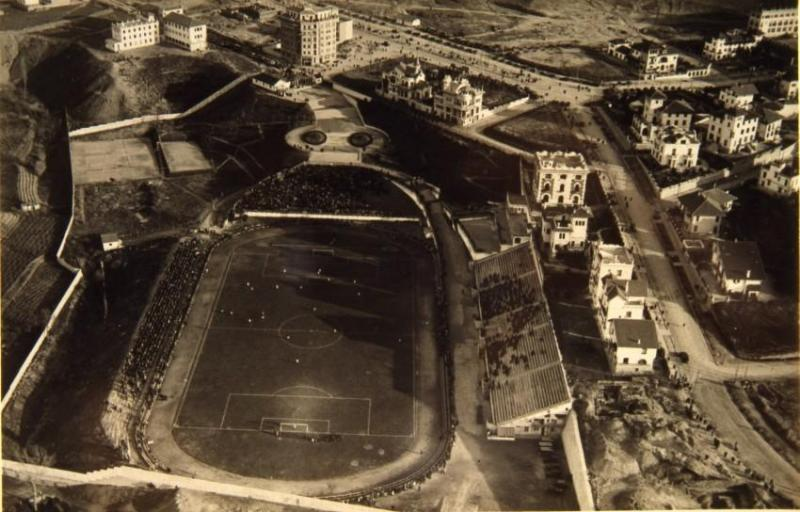
Het stadion in 1927

Het Estadio Metropolitano was een voetbalstadion in de Spaanse hoofdstad Madrid. Het was het eerste thuisstadion van Atlético de Madrid en was in gebruik van 1923 tot 1966.

## Geschiedenis
Het Metropolitano werd gebouwd begin jaren 20 en werd geopend op 13 mei 1923. Het stadion had een capaciteit van 25.000 toeschouwers. Het had tevens een sintelbaan voor atletiekwedstrijden. Atlético de Madrid huurde het stadion.
Na de Spaanse Burgeroorlog (tijdens de burgeroorlog werd niet gevoetbald) diende Atlético de Madrid uit te wijken naar een stadion in Vallecas. In 1943 wordt het stadion weer in gebruik genomen met een wedstrijd tegen Real Madrid die met 2-1 wordt gewonnen.
In 1966 verlaat Atlético het Metropolitano om te gaan voetballen in het Estadio Vicente Calderón.

## Ligging
Het Estadio Metropolitano bevond zich in het westen van de stad, ter hoogte van het huidige metrostation Metropolitano. Dit metrostation is vernoemd naar het stadion. Het bedrijf dat het stadion bouwde was ook verantwoordelijk voor de uitvoering van de eerste werkzaamheden voor het Madrileense metronetwerk.